# 420. pr. n. št.
420. pr. n. št. je osmo desetletje v 5. stoletju pr. n. št. med letoma 429 pr. n. št. in 420 pr. n. št.. 